# フィカヨ・トモリ
オルワフィカヨミ・オルワダミロラ・”フィカヨ”・トモリ（Oluwafikayomi Oluwadamilola "Fikayo" Tomori 、1997年12月19日 - ）は、カナダ・カルガリー出身のイングランドのプロサッカー選手。ACミラン所属。ポジションはDF。

## クラブ経歴
2005年、8歳でチェルシーのアカデミーに入団。2016年5月のアウェー・リヴァプールFC戦でタミー・アブラハムとともに初めてトップチームのベンチに座った。リーグ最終節のレスター・シティFC戦で60分にブラニスラヴ・イヴァノヴィッチと交代しトップチームデビュー。
2017年1月、フットボールリーグ・チャンピオンシップのブライトン・アンド・ホーヴ・アルビオンFCにシーズン終了までの契約でレンタル移籍。
2019-20シーズンは当時自分が所属していたダービー・カウンティFCの監督のフランク・ランパードが自身の保有元のチェルシーの監督に就任したこともありチェルシーにメイソン・マウントとともに復帰した。当初はクル・ズマとアンドレアス・クリステンセンの控えだったが、ズマが不安定なパフォーマンスを見せたこともあり8月31日のシェフィールド・ユナイテッドFC戦で初出場、9月14日第5節のウルヴァーハンプトン・ワンダラーズFC戦で復帰後リーグ戦初ゴールを決めた。
2020年9月10日、2020-21シーズンより背番号を29番から14番に変更することになった。
2021年1月22日、ACミランにレンタル移籍した。2021年6月30日までのレンタル移籍となり、買取オプションが付随している。
2021年6月17日、ミラン側が買取オプションを行使し、完全移籍が決定した。2021-22シーズン、DFの中心選手としてチームの11期振りの優勝に大きな役割を果たした。2021年12月7日、UEFAチャンピオンズリーググループB対リヴァプールFC戦2nd-legにてジュニオール・メシアスのコーナーキックをアレッシオ・ロマニョーリがダイレクトに相手ゴールへシュート、そのボールを相手GKが弾くと、詰めていたトモリがタップイン。ミラン初ゴールをマークした。
2022年8月12日、ACミランはトモリとの契約を2027年6月30日まで更新した。チャンピオンズリーググループステージ4節で対戦した古巣チェルシー戦ではメイソン・マウントをペナルティエリアで倒してしまいPKを与え、退場処分を受けた。

## 代表経歴
トモリはその出自から両親の祖国であるナイジェリア、自身が生まれたカナダ、そして幼少期から過ごすイングランドの各代表のいずれかを選ぶ権利を有していた。当初は出身地のカナダを選び、2016年3月に行われたU20代表の試合に出場した。
2016年5月、U19イングランド代表に招集され、翌月U20メキシコ代表との親善試合に出場した。UEFA U-19欧州選手権2016、2017 FIFA U-20ワールドカップにもイングランド代表として参加した。
2019年10月3日、UEFA EURO 2020予選を控えるイングランドA代表に召集された。この時点ではカナダ代表及びナイジェリア代表でプレーする権利も残っていたが、最終的に召集に応じた。11月17日のコソボ代表戦でデビューを飾った。

## 個人成績

### クラブ
2025年5月25日現在
| クラブ                      | シーズン | リーグ             | リーグ戦 | リーグ戦 | カップ戦 | カップ戦 | リーグカップ | リーグカップ | 国際大会 | 国際大会 | その他 | その他 | 通算 | 通算 |
| クラブ                      | シーズン | リーグ             | 出場     | 得点     | 出場     | 得点     | 出場         | 得点         | 出場     | 得点     | 出場   | 得点   | 出場 | 得点 |
| --------------------------- | -------- | ------------------ | -------- | -------- | -------- | -------- | ------------ | ------------ | -------- | -------- | ------ | ------ | ---- | ---- |
| チェルシー                  | 2015-16  | プレミアリーグ     | 1        | 0        | 0        | 0        | 0            | 0            | 0        | 0        | 0      | 0      | 1    | 0    |
| チェルシー                  | 2019-20  | プレミアリーグ     | 15       | 1        | 2        | 1        | 0            | 0            | 4        | 0        | 1      | 0      | 22   | 2    |
| チェルシー                  | 2020-21  | プレミアリーグ     | 1        | 0        | 1        | 0        | 2            | 0            | 0        | 0        | —      | —      | 4    | 0    |
| チェルシー                  | 通算     | 通算               | 17       | 1        | 3        | 1        | 2            | 0            | 4        | 0        | 1      | 0      | 27   | 2    |
| チェルシー U-23             | 2016-17  | —                  | —        | —        | —        | —        | —            | —            | —        | —        | 2      | 0      | 2    | 0    |
| チェルシー U-23             | 通算     | 通算               | —        | —        | —        | —        | —            | —            | —        | —        | 2      | 0      | 2    | 0    |
| ブライトン (loan)           | 2016-17  | チャンピオンシップ | 9        | 0        | 1        | 0        | —            | —            | —        | —        | —      | —      | 10   | 0    |
| ブライトン (loan)           | 通算     | 通算               | 9        | 0        | 1        | 0        | —            | —            | —        | —        | —      | —      | 10   | 0    |
| ハル・シティ (loan)         | 2017-18  | チャンピオンシップ | 25       | 0        | 1        | 0        | —            | —            | —        | —        | —      | —      | 26   | 0    |
| ハル・シティ (loan)         | 通算     | 通算               | 25       | 0        | 1        | 0        | —            | —            | —        | —        | —      | —      | 26   | 0    |
| ダービー・カウンティ (loan) | 2018-19  | チャンピオンシップ | 44       | 1        | 4        | 0        | 4            | 1            | —        | —        | 3      | 0      | 55   | 2    |
| ダービー・カウンティ (loan) | 通算     | 通算               | 44       | 1        | 4        | 0        | 4            | 1            | —        | —        | 3      | 0      | 55   | 2    |
| ミラン (loan)               | 2020-21  | セリエA            | 17       | 1        | 1        | 0        | —            | —            | 4        | 0        | —      | —      | 22   | 1    |
| ミラン (loan)               | 通算     | 通算               | 17       | 1        | 1        | 0        | —            | —            | 4        | 0        | —      | —      | 22   | 1    |
| ミラン                      | 2021-22  | セリエA            | 31       | 0        | 4        | 0        | —            | —            | 5        | 1        | —      | —      | 40   | 1    |
| ミラン                      | 2022-23  | セリエA            | 33       | 1        | 1        | 0        | 1            | 0            | 10       | 0        | —      | —      | 45   | 1    |
| ミラン                      | 2023-24  | セリエA            | 26       | 4        | 0        | 0        | —            | —            | 9        | 0        | —      | —      | 35   | 4    |
| ミラン                      | 2024-25  | セリエA            | 22       | 0        | 4        | 0        | 2            | 0            | 7        | 0        | —      | —      | 34   | 0    |
| ミラン                      | 通算     | 通算               | 112      | 5        | 9        | 0        | 3            | 0            | 31       | 1        | —      | —      | 154  | 6    |
| 総通算                      | 総通算   | 総通算             | 224      | 8        | 19       | 1        | 9            | 1            | 39       | 1        | 7      | 0      | 296  | 11   |

### 代表数
2024年5月26日現在
国際Aマッチ 3試合 0得点（2019年-）
| イングランド代表 | 国際Aマッチ | 国際Aマッチ |
| 年               | 出場        | 得点        |
| ---------------- | ----------- | ----------- |
| 2019             | 1           | 0           |
| 2021             | 1           | 0           |
| 2022             | 1           | 0           |
| 2023             | 2           | 0           |
| 通算             | 5           | 0           |

## タイトル

### クラブ
チェルシーユース
- FAユースカップ：2014-15, 2015-16
- UEFAユースリーグ：2014-15, 2015-16

ACミラン
- セリエA：2021-22

### 代表
U-20イングランド代表
- FIFA U-20ワールドカップ：2017

U-21イングランド代表
- トゥーロン国際大会：2018

### 個人
- UEFA U-19欧州選手権大会ベストイレブン：2016